# 1464

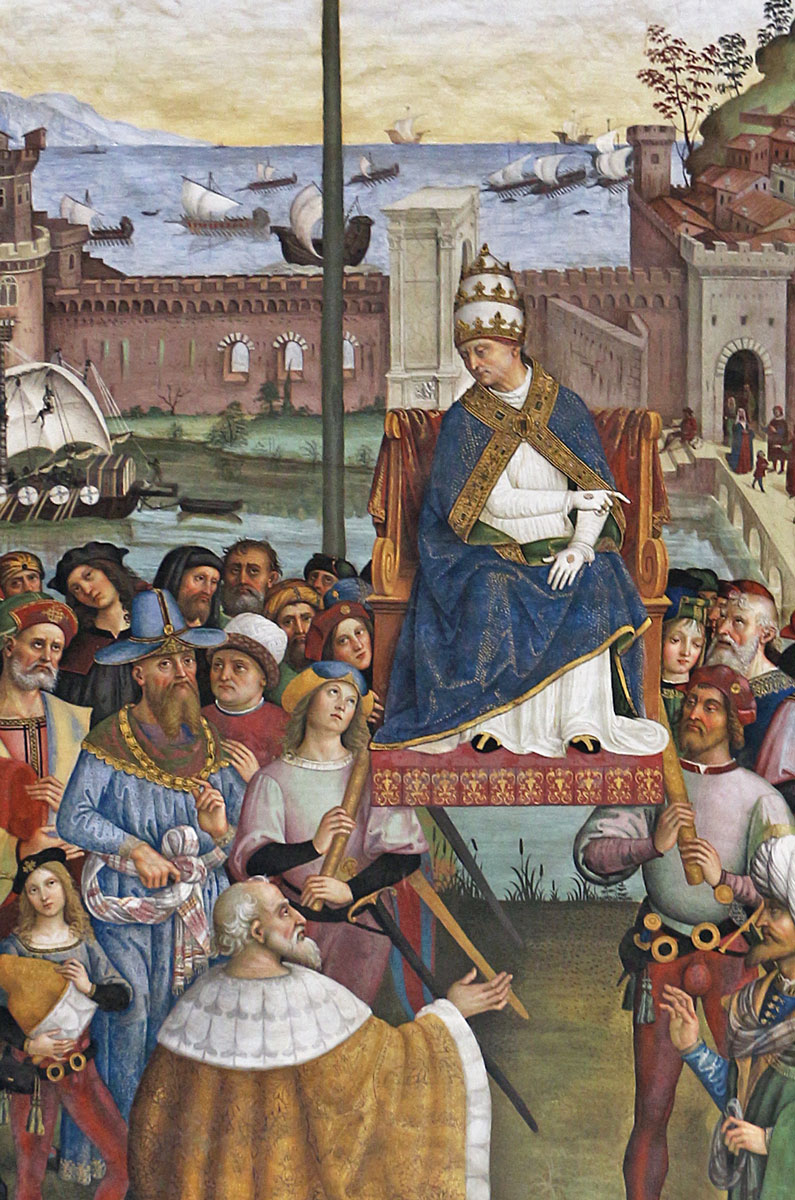
Paus Pius II komt aan in Ancona voor zijn kruistocht tegen de Ottomanen

Het jaar 1464 is het 64e jaar in de 15e eeuw volgens de christelijke jaartelling.

## Gebeurtenissen
- 9 januari - Er vindt in Brugge een vergadering plaats van vertegenwoordigers van de Staten van alle Bourgondische gewesten. Hoewel zij politiek gezien slechts in personele unie verenigd zijn is dit de grondslag van de latere Staten-Generaal.
- 1 mei - Eduard IV van Engeland huwt met Elizabeth Woodville.
- 30 augustus - In het conclaaf van 1464 wordt Pietro Barbo tot paus gekozen. Hij neemt de naam Paulus II aan.
- Zweden komt in opstand tegen koning Christiaan I van Denemarken. Na een kort regentschap van Kettil Karlsson Vasa keert Karel VIII terug als koning.
- Paus Pius II treft voorbereidingen voor een kruistocht tegen de Ottomanen met onder meer Thomas Palaiologos, voorheen despoot van de Morea. Zijn dood beëindigt de plannen.
- Ulrich Cirksena wordt door keizer Frederik III verheven tot de eerste graaf van het graafschap Oost-Friesland.
- De Universiteit van Bourges wordt opgericht.
- Regiomontanus schrijft De triangulis omnimodis libri quinque.
- In het Noord-Hollandse Hoorn wordt het havenhoofd Houten Hoofd gebouwd.

## Kunst

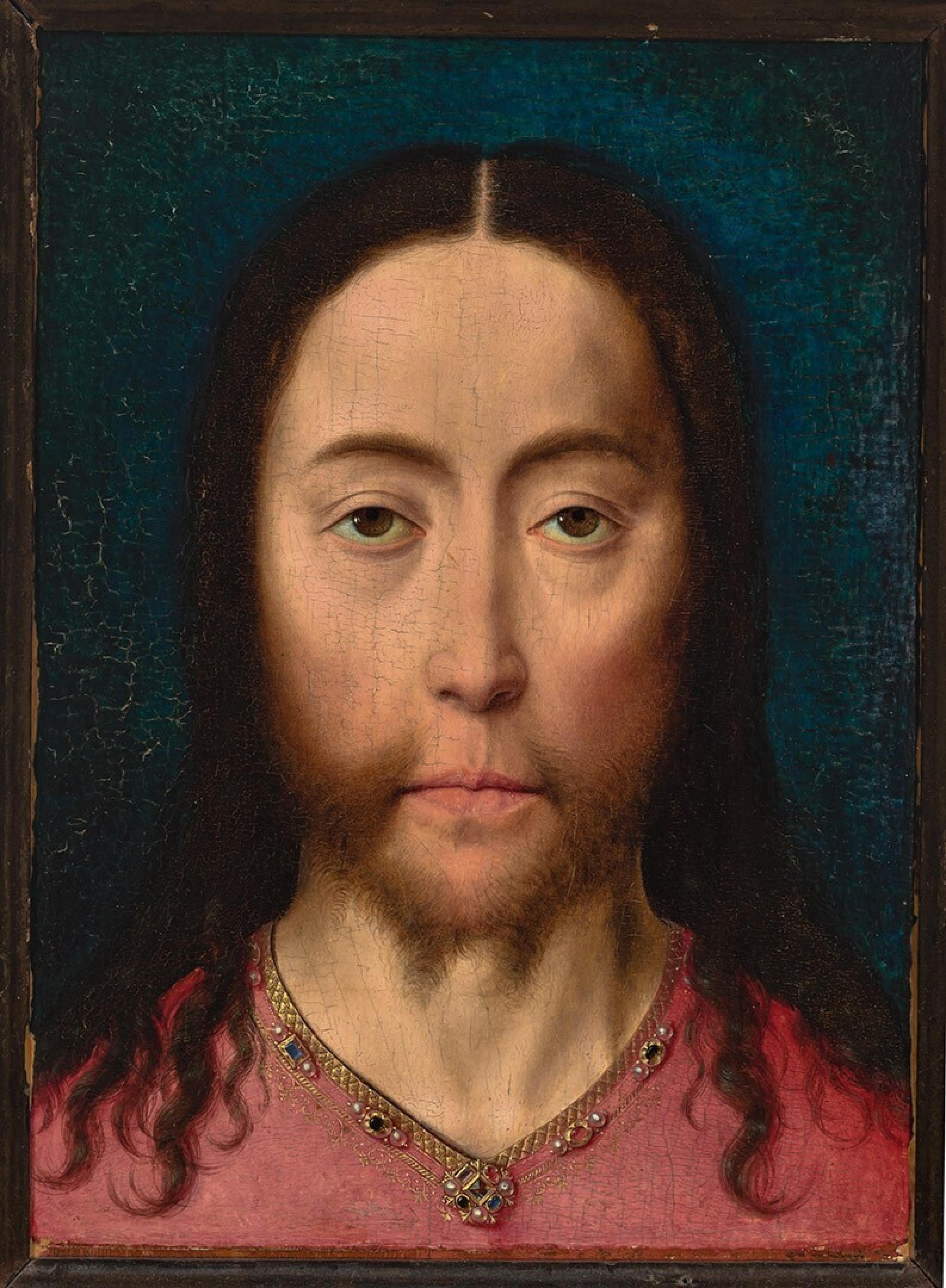
Dirk Bouts: Christus Salvator Mundi
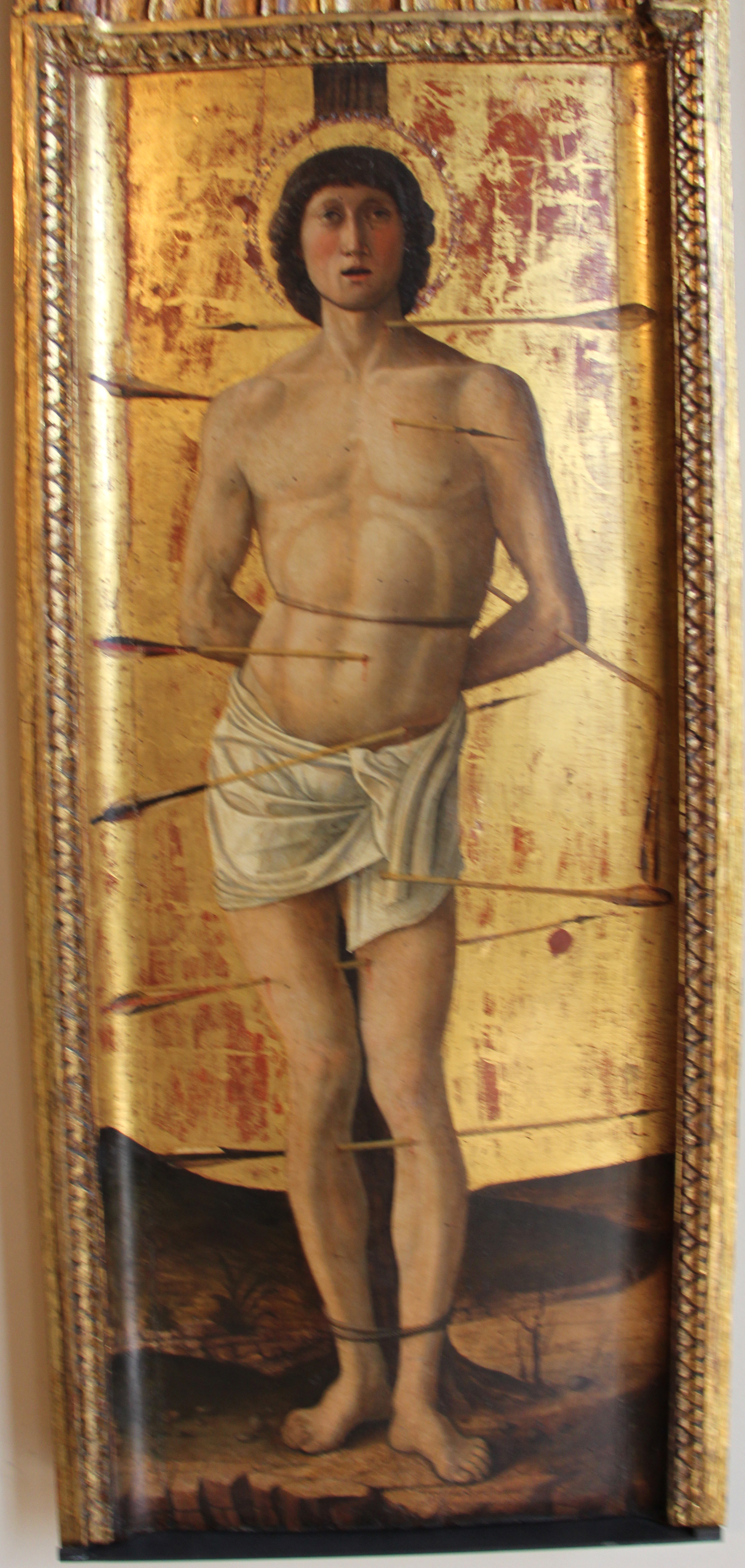
Jacopo Bellini: Sint Sebastiaan (middenstuk van een drieluik)
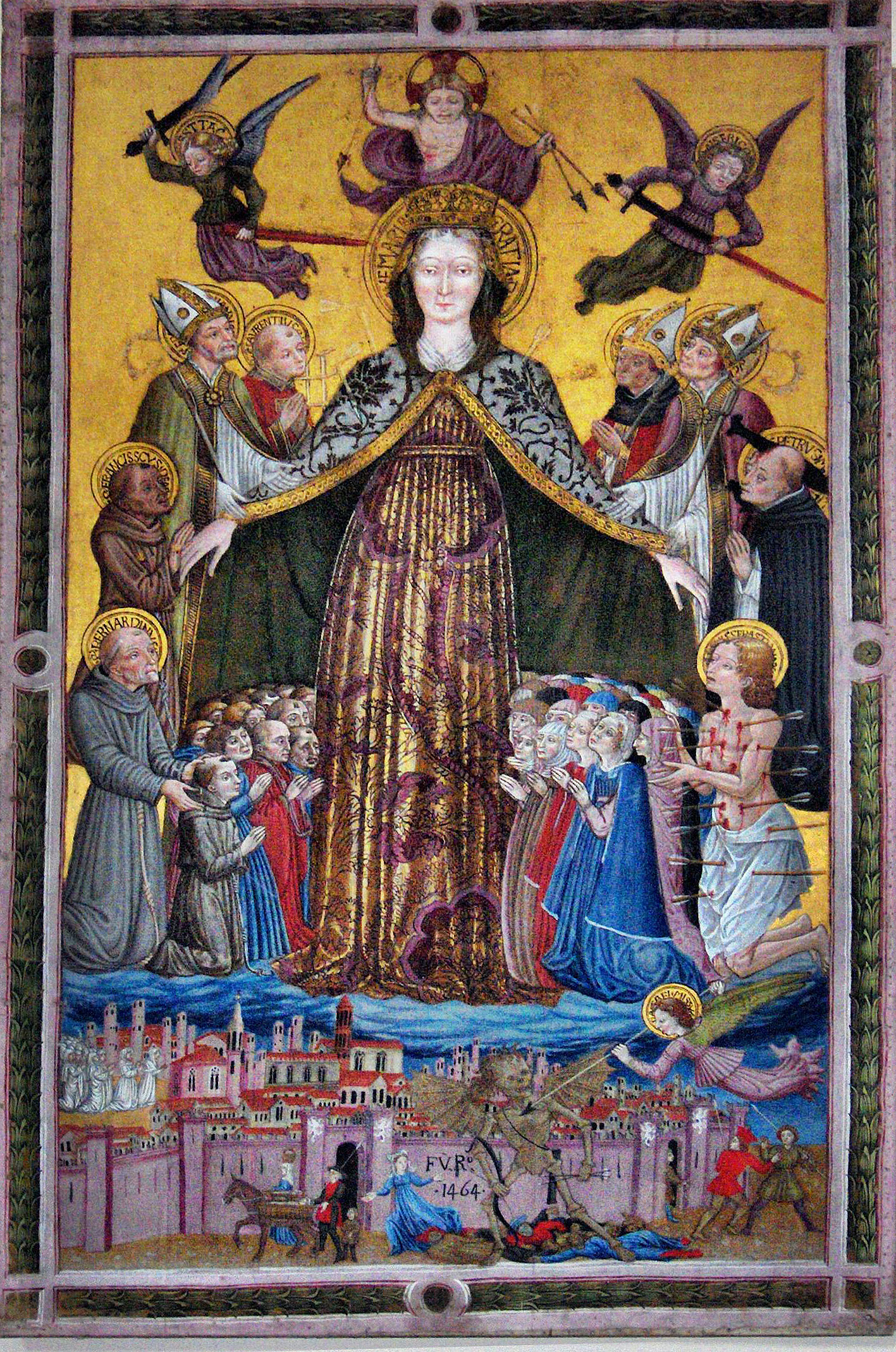
Benedetto Bonfigli: Madonna della Misericordia
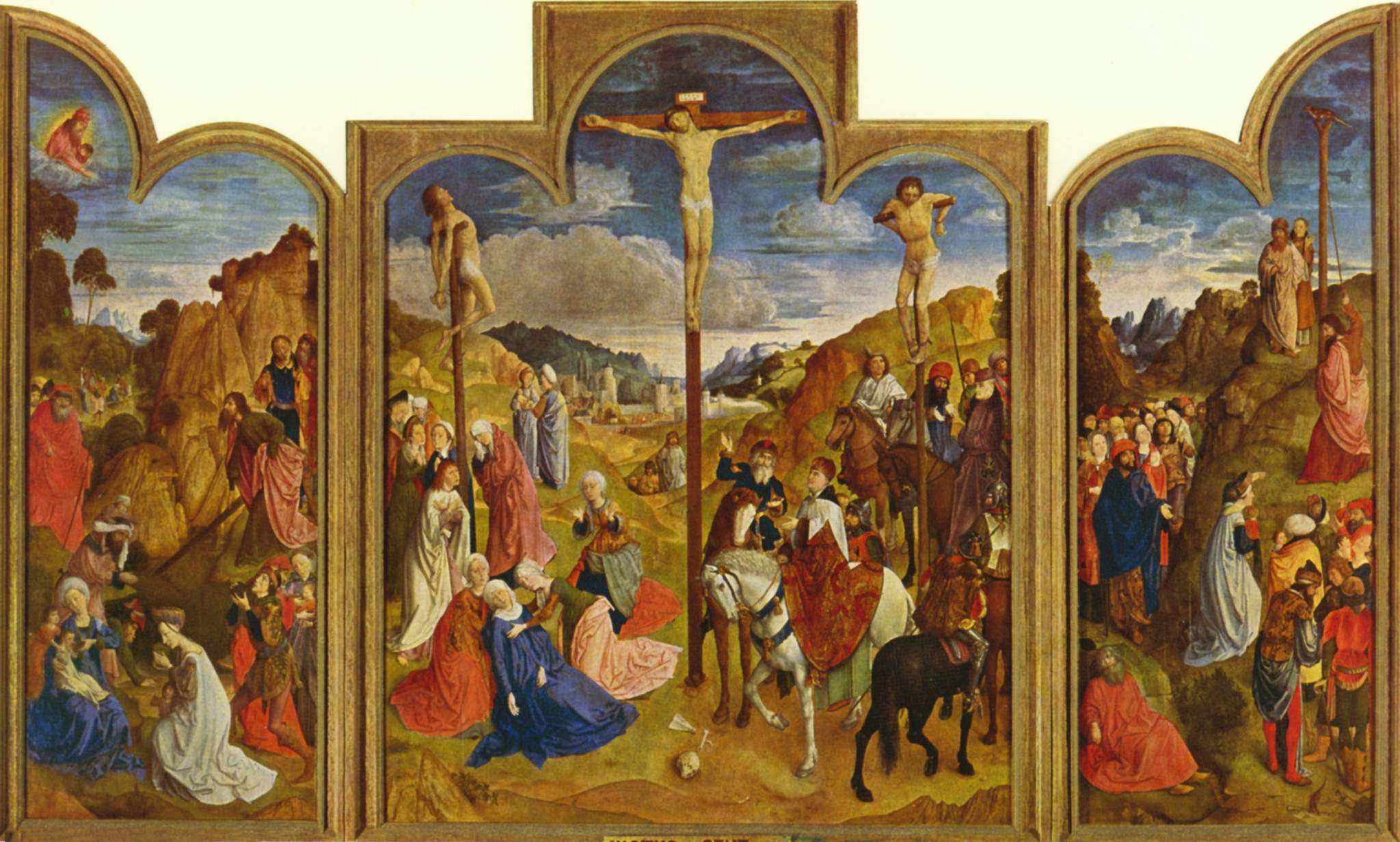
Justus van Gent: De kruisiging

## Opvolging
- Brandenburg-Kulmbach - Johan opgevolgd door zijn broer Albrecht Achilles van Brandenburg-Ansbach
- Brunswijk-Grubenhagen (co-hertog met Albrecht II) - Hendrik III opgevolgd door zijn zoon Hendrik IV
- Brunswijk-Lüneburg - Bernhard II opgevolgd door zijn broer Otto II
- Generalitat da Catalunya - Manuel de Montsuar i Mateu opgevolgd door Francesc Colom
- patriarch van Constantinopel - Sofronius I Syropoulos opgevolgd door Joasaf I, op zijn beurt opgevolgd door Gennadius II Scholarius, op zijn beurt opgevolgd door Joasaf I
- Cyprus - Charlotte opgevolgd door haar halfbroer Jacobus II
- Florence - Cosimo de' Medici opgevolgd door zijn zoon Piero di Cosimo de' Medici
- Granada - Said opgevolgd door Abul-Hasan Ali
- La Marche en Nemours - Eleonora van La Marche opgevolgd door haar zoon Jacob van Armagnac
- Ming (China) - Tianshun opgevolgd door zijn zoon Chenghua
- Monferrato - Johan IV opgevolgd door zijn broer Willem VIII
- metropoliet van Moskou - Theodosius opgevolgd door Filippus I
- Nevers en Rethel - Karel van Bourgondië opgevolgd door zijn broer Jan van Bourgondië
- paus - Pius II opgevolgd door Pietro Barbo als Paulus II
- Saksen - Frederik II opgevolgd door zijn zoons Ernst en Albrecht III
- Songhai - Sunni Suleiman opgevolgd door Sonni Ali Ber
- Pommeren-Stettin - Otto III opgevolgd door Erik II van Pommeren-Wolgast
- Zweden - Christiaan I van Denemarken opgevolgd door Karel VIII

## Afbeeldingen

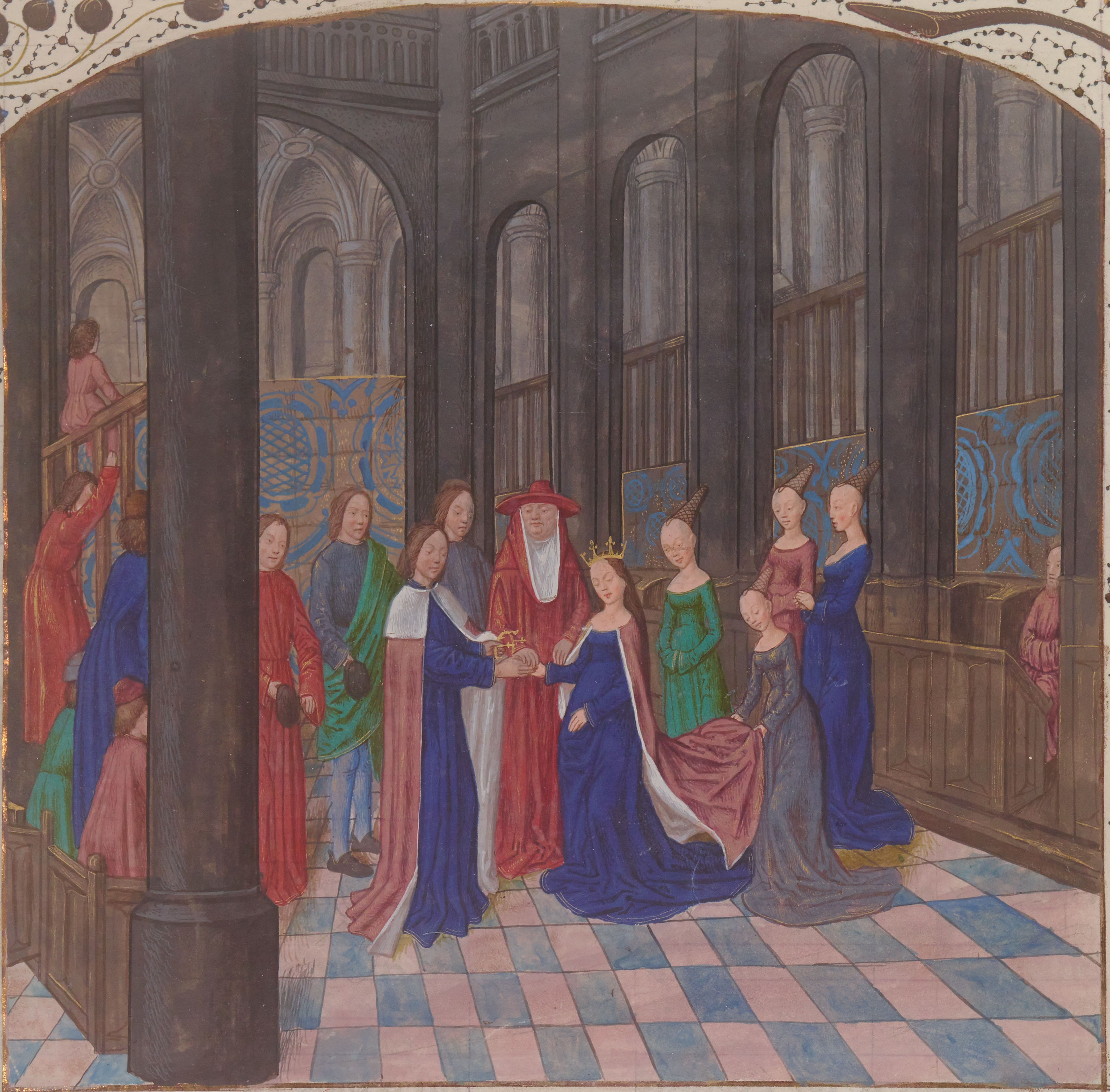
huwelijk van Eduard IV en Elizabeth Woodville
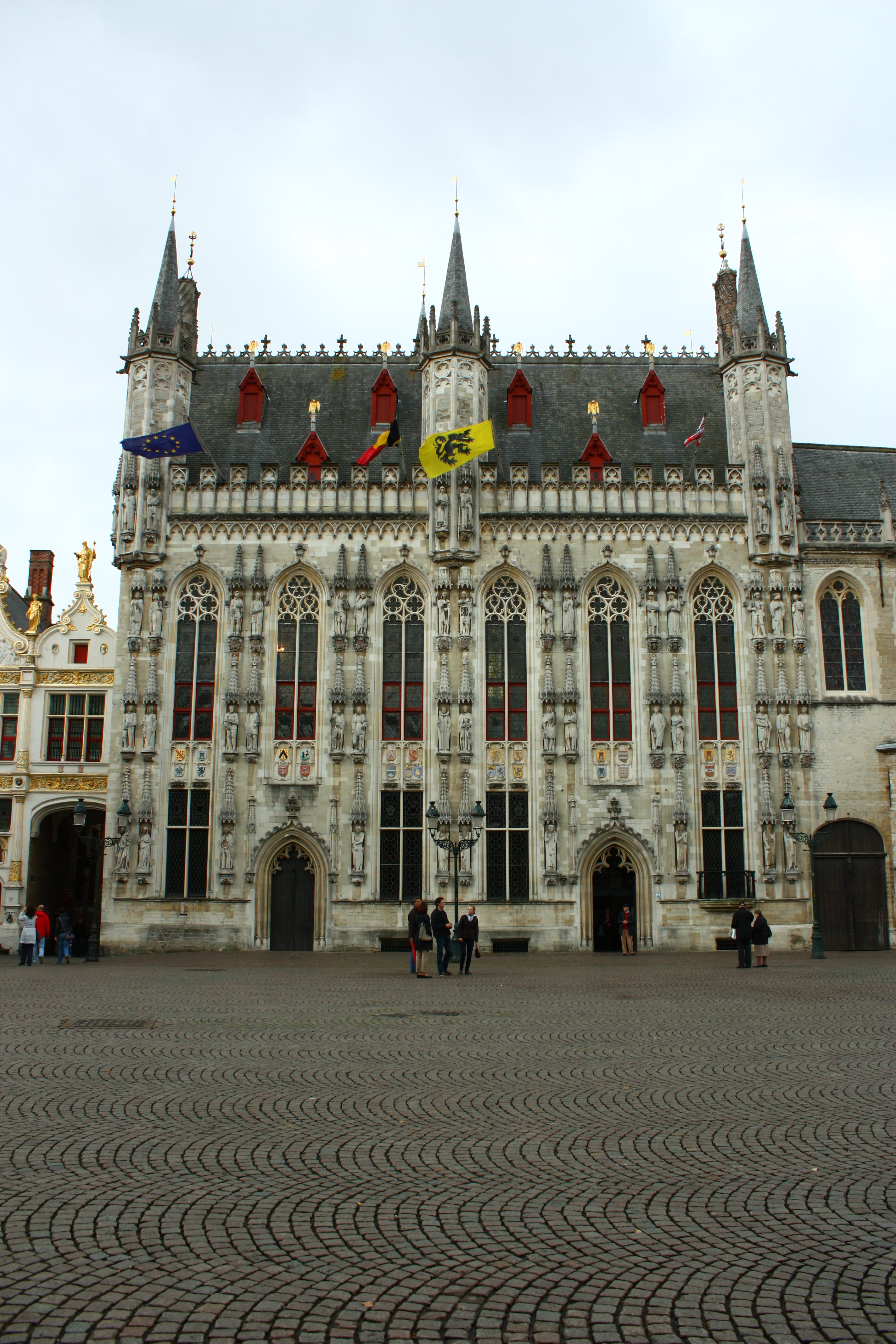
Stadhuis van Brugge, hier vond in 1464 de eerste bijeenkomst van de Staten-Generaal plaats
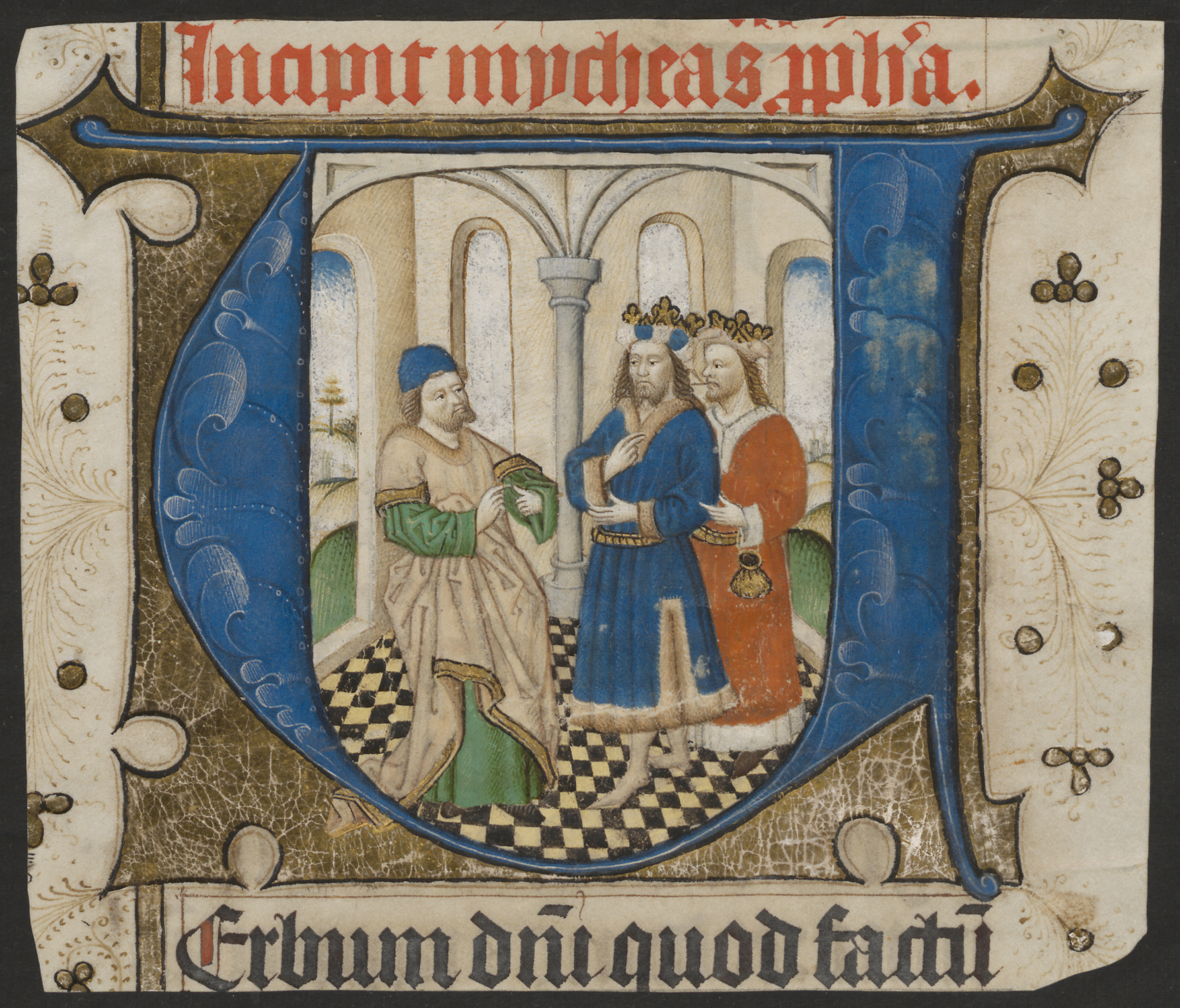
Initiaal met de profeet Micha in de Zwolse Bijbel (eerste deel verschenen 1464)

## Geboren
- 23 april - Robert Fayrfax, Engels componist
- 23 april - Johanna van Valois, echtgenote van Lodewijk XII
- 30 mei - Barbara van Brandenburg, echtgenote van Wladislaus II van Bohemen
- 9 juni - Diego de Nicuesa, Spaans conquistador
- 26 of 27 juni - Ernst II van Saksen, Duits prelaat
- 1 juli - Chiara Gonzaga, Italiaans edelvrouw
- 19 november - Go-Kashiwabara, keizer van Japan (1500-1526)
- Willem van Alblas, Hollands politicus
- Filips van Bourgondië-Blaton, Bourgondisch legerleider en bisschop van Utrecht (1517-1524)
- Dayan Khan, khan van de Noordelijke Yuan (1478-1543?)
- Willem van Enckevoirt, Nederlands kardinaal
- Cornelis van Foreest, Hollands slotvoogd
- William Graham, Engels edelman
- Nezahualpilli, Azteeks vorst
- Leonardo Grosso della Rovere, Italiaans kardinaal
- Piotr Tomicki, Pools prelaat en staatsman
- Philippe Villiers de l'Isle Adam, grootmeester van de Orde van Sint-Jan (1521-1534)

## Overleden
- 12 januari - Thomas Ebendorfer (75), Oostenrijks historicus
- 29 januari - Johan IV (52), markgraaf van Monferrato
- 9 februari - Bernhard II van Brunswijk-Lüneburg (~26), Duits bisschop en edelman
- 23 februari - Zhentong/Tianshun (36), keizer van China (1435-1449, 1457-1464)
- 25 mei - Karel van Bourgondië (~49), Bourgondisch edelman
- 18 juni - Rogier van der Weyden (~64), Vlaams schilder
- 1 augustus - Cosimo de' Medici de Oude (74), Florentijns bankier en bestuurder
- 11 augustus - Nicolaas van Cusa (~63), Duits theoloog, filosoof en wetenschapper
- 14 augustus - Pius II (Aeneas Silvius) (58), paus (1458-1464)
- 21 augustus - Eleonora van La Marche (~56), Frans edelvrouw
- 7 september - Frederik II (52), keurvorst van Saksen (1428-1464)
- 6 oktober - Jutta Staël von Holstein (~49), Duits kloosterzuster
- 16 november - Johan (~58), markgraaf van Brandenburg-Kulmbach
- 23 november - Margaretha van Savoye (82), Italiaans edelvrouw en kloosterzuster
- 20 december - Hendrik III van Brunswijk-Grubenhagen (~48), Duits edelman
- Pieter II Adornes (~69), Vlaams politicus
- Guillaume de Beauharnais (~66), Frans militair
- Maurits V van Delmenhorst (~36), Duits edelman
- Blanca II van Navarra (~40), troonpretendent van Navarra
- Otto II van Schaumburg (~64), Duits edelman
- Thangtong Gyalpo, Tibetaans geestelijk leider (jaartal onzeker)
- Jacob van Gerines, Zuid-Nederlands koperslager (jaartal bij benadering)